# День визволення (Нормандські острови)
День визволення (англ. Liberation Day, норм. Jour d'la Libéthâtion (джерсійський діалект), норм. Jour dé la Libératiaon (гернсійський діалект)) — національне свято на двох найбільших Нормандських островах Гернсі і Джерсі, яке щорічно святкується 9 травня. Знаменує визволення Нормандських островів 9 травня 1945 року, що поклало край окупації островів із боку нацистської Німеччини за часів Другої світової війни. Припадає на той самий день, що й День Європи у Європейському Союзі та Україні, яким відзначають мир після Другої світової війни та європейську єдність. 9 травня — державне свято на обох островах, але святкування та пам'ятні заходи відрізняються: центральною подією на Джерсі є реконструкція Дня визволення на Площі визволення, а на Гернсі — це кавалькада класичних транспортних засобів по всьому острову.

## Історія

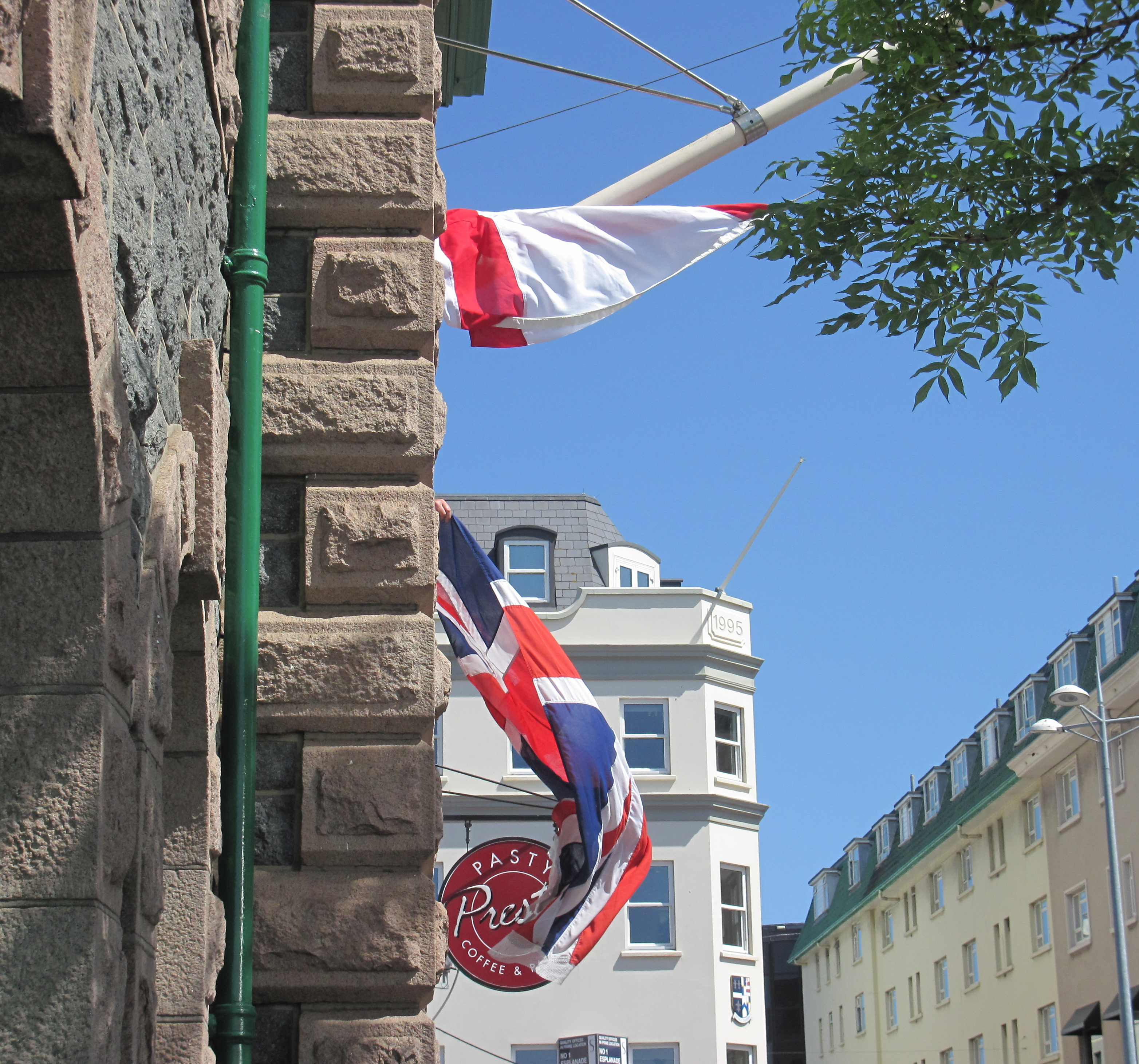
Реконструкція підняття прапорів на День визволення 2011

9 травня 1945 року HMS Bulldog прибув у Сент-Пітер-Порт, що на острові Гернсі, і на світанку німецькі сили беззастережно капітулювали на борту судна. Незабаром після цього в Сент-Пітер-Порті висадилися британські військовики, яких зустріли натовпи радісних, але напівголодних острів'ян, що співали поміж інших патріотичних пісень і Sarnia-Cherie.
Того самого дня HMS Beagle, вирушивши з Плімута, прибув на Джерсі, щоб прийняти капітуляцію тамтешніх окупаційних сил. Двох військово-морських офіцерів, лейтенанта-хірурга Рональда Макдональда та сублейтенанта Р. Мілна зустрів капітан порту, який супроводив їх до своєї резиденції, де вони разом підняли прапор Союзу, а потім підняли його і на флагштоку готелю Pomme d'Or. Починаючи з 1995 року, це щороку відтворюється в День визволення. З 2003 по 2011 рік це щорічно виконував колишній капітан морського порту Говард Ле Корню. Його батько Джон Е. Ле Корню і дядько Девід М. Ле Корню були в тому натовпі, ставши свідками події 9 травня 1945 року.
10 травня 1945 року було визволено Сарк, а 16 травня 1945 року німецькі війська здалися в Олдерні.

## Офіційний статус
Закон бейлівіка Джерсі «Про державні свята та банківські вихідні» від 1952 року визначив День визволення як державне свято, якщо він припадає на будній день. Цей же закон від 2010 року додатково встановив, що свято визволення також вважається державним святом, якщо воно припадає на суботу. Воно не є державним святом і вихідний у цей день не передбачено, якщо воно припадає на неділю.
День визволення — це також державне свято на Гернсі, відповідно до Положення про державні свята 1994 року. На відміну від Джерсі, трудове законодавство Гернсі не передбачає законного права на неробочі дні.

## Церемонії

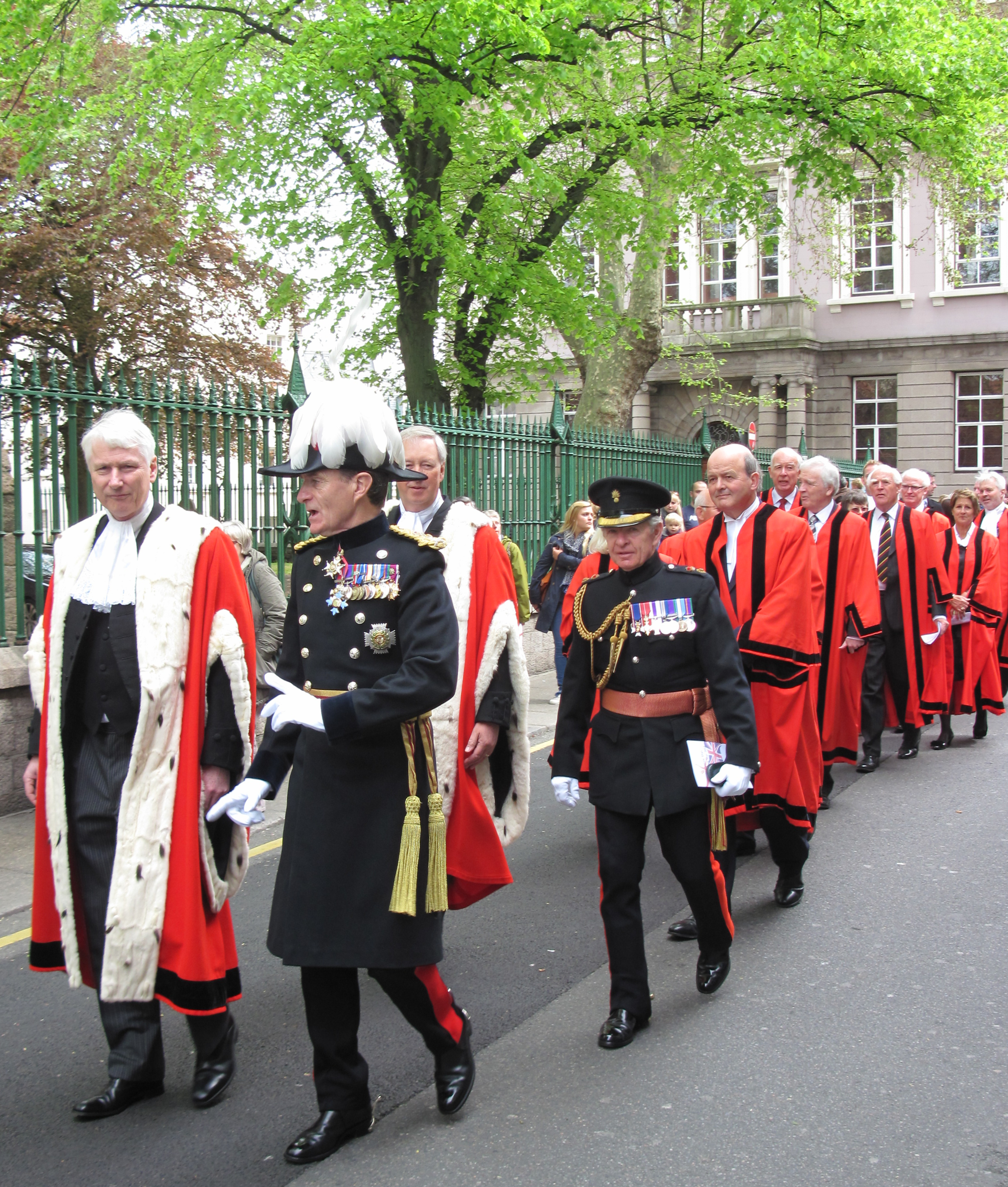
Бальї, лейтенант-губернатор та інші офіційні особи на процесії в День визволення 2012

Після 50-ї річниці Визволення в 1995 році виробилася схема офіційних церемоній, зосереджених на Площі Визволення та навколо неї в Сент-Гелієр, де 1945 року відбулися пам'ятні події в конторі капітана порту та в готелі Pomme d'Or. Після ранкового спеціального засідання парламенту Джерсі його депутати, духовенство, бальї Джерсі, лейтенант-губернатор Джерсі, місцеві засідателі, коронні чини та інші офіційні особи прямують від Королівської площі до Площі визволення у супроводі Королівської булави та Печатки пристава. На площі Визволення відбувається Екуменічна служба просто неба, після чого співають Man Bieau P'tit Jèrri/Beautiful Jersey (джерсійським діалектом і англійською мовою) та відтворюють підняття прапорів (у тому числі у Форт-Рідженті). Офіційні особи оглядають парад старовинної та військової техніки, оркестрів і організацій служіння.
Пообідні громадські святкування мають неформальний характер, включаючи програму розваг і ятки в Сент-Гелієр.
Офіційна церемонія також відбувається в Крематорії, де є меморіал жертвам і підневільним робітникам різних національностей. У вшануванні беруть участь представники відповідних національностей.
1995 року художник Ерік Снелл розробив Монумент визволення в Сент-Пітер-Порті на честь Дня визволення. Пам'ятник у вигляді голки задумано так, щоб він кидав тінь на лавку, де зображено звільнення Гернсі. Його відкрив 9 травня 1995 року принц Чарльз, із цієї нагоди над ним пролетіли військові гелікоптери.
Через пандемію COVID-19 урочистості з нагоди відзначення 75-ї річниці визволення не вдалося провести ні у 2020, ні у 2021 році. Їх було перенесено на 8 – 10 травня 2022 року, коли у святкуваннях на Джерсі, Гернсі, Олдерні і Сарку взяли участь принц Едвард і його дружина Софі, зачитавши послання острів'янам від королеви Єлизавети II.